# Dawuhan (Padamara)
Dawuhan is een bestuurslaag in het regentschap Purbalingga van de provincie Midden-Java, Indonesië. Dawuhan telt 3375 inwoners (volkstelling 2010).